# 捕夢網 (電影)
是一部2003年上映的科幻恐怖片，由勞倫斯·卡斯丹導演，威廉·戈德曼編劇。本片是改編自史蒂芬·金的同名小說《劫夢驚魂》。主演是達米安·路易斯、湯瑪斯·傑恩、積遜·李和蒂莫西·奧利芬特，他們飾演遭遇寄生外星人的四名朋友。

## 故事
比弗、皮特、瓊西和亨利小時候救了一位叫做杜迪茨的男孩免於被惡霸欺負，而杜迪茨則將自身的超能力分享給四人。 
二十多年後的冬天他們四人照常在森林小屋打獵，卻不知他們即將面臨可怕的災難……

## 演員
- 湯瑪斯·傑恩 飾 亨利·德夫林（Henry Devlin）
  - Mikey Holekamp 飾 年輕的亨利
- 達米安·路易斯 飾 Gary "Jonesy" Jones / Mr. Gray
  - Giacomo Baessato 飾 年輕的Jonesy
- 蒂莫西·奧利芬特 飾 皮特·摩爾（Pete Moore）
  - Joel Palmer 飾 年輕的皮特
- 積遜·李 飾 Joe "Beaver" Clarendon
  - 里斯·湯普森 飾 年輕的Beaver
- 唐尼·華伯格 飾 Douglas "Duddits" Cavell
  - Andrew Robb / Tyler Myer 飾 年輕的Duddits
- 摩根·費里曼 飾 上校亞伯拉罕·柯蒂斯（Colonel Abraham Curtis）
- 湯姆·塞茲摩爾 飾 Owen Underhill
- 艾瑞克·金利賽（英语：Eric Keenleyside） 飾 Rick McCarthy
- 蘿絲瑪麗·鄧斯摩（英语：Rosemary Dunsmore） 飾 Roberta Cavell
- 麥克·歐尼爾（英语：Michael O'Neill (actor)） 飾 General Matheson
- Darrin Klimek 飾 Maples
- 坎貝爾·蓮恩（英语：Campbell Lane） 飾 Old Man Gosselin
- C·恩斯特·哈斯（英语：C. Ernst Harth） 飾 Barry Neiman
- 英格麗·卡維拉斯（英语：Ingrid Kavelaars） 飾 Trish

## 外部連結
- 互联网电影数据库（IMDb）上《捕夢網》的资料（英文）
- AllMovie上《捕夢網》的资料（英文）
- Metacritic上《捕夢網》的資料（英文）
- Box Office Mojo上《捕夢網》的資料（英文）